# Alexandre Deulofeu

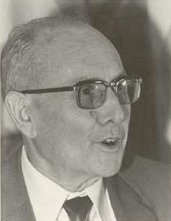
Alexandre Deulofeu Torres

Alexandre Deulofeu Torres (* 20. September 1903 in L’Armentera; † 27. Dezember 1978 in Figueres) war ein spanischer Politiker und Geschichtsphilosoph. Er schrieb über die von ihm so genannte Mathematik der Geschichte, eine zyklische Theorie über die Entwicklung der Zivilisationen.

## Biographie
Deulofeu wurde in der katalanischen Provinz Girona, Katalonien (Spanien) geboren, wo sein Vater als Apotheker arbeitete. Als er drei Jahre alt war, siedelte seine Familie nach Sant Pere Pescador über, und mit neun Jahren zog die Familie nach Figueres. Sein Abitur machte Alexandre Deulofeu am Gymnasium Ramon Muntaner und in Barcelona, danach studierte er Pharmazie und Chemie in Madrid und Barcelona, das Chemiestudium schloss er in Barcelona ab. Nach seiner Rückkehr nach Figueres bewirbt er sich erfolgreich um einen Lehrstuhl am Institut von Figueres und nimmt seine Lehrtätigkeit auf. Hier beginnt auch eine intensive Phase politischer Aktivität, zuerst als Leiter der Juventut Nacionalista Republicana (Nationalistische Republikanische Jugend) von Empordà, darauf als städtischer Abgeordneter für die Partei ERC (Republikanische Linke Kataloniens). Die Umstände ergaben, dass er während des Bürgerkriegs von 1936 bis 1939 Bürgermeister von Figueres wurde, wo er Kämpfe, Plünderungen und Verfolgungen zu verhindern verstand. Später hatte er einen Einsatz als Sanitäter an der Front.
Deulofeu ging am 5. Februar 1939 im Rahmen des Rückzugs der republikanischen Armee ins Exil nach Frankreich. Im Exil übt er verschiedene Tätigkeiten und Berufe aus: Schullehrer in verschiedenen Fächern, Violinist, und Saxophonist in verschiedenen Gruppen und Kapellen der Unterhaltungsmusik und der klassischen Musik. Als experimenteller Landwirt erzeugt er Pflanzungen ohne Erdreich auf der Basis von flüssigen Lösungen, die er erfindet, ferner arbeitet er als Fabrikarbeiter, Maurer, Schriftsteller, Poet und vieles andere mehr.
Er knüpft Freundschaft mit Francesc Pujols und Salvador Dalí. Nach seiner Rückkehr aus dem Exil am 22. Januar 1947 widmet er sich der Pharmazie, der Fortführung seiner Forschungen und dem Schreiben.
Er starb 1978 in Figueres, sein umfangreiches Hauptwerk mit dem Titel Die Mathematik der Geschichte blieb unvollendet.

## Weltanschauung
Alexandre Deulofeu war der Ansicht, dass die Zivilisationen und Imperien eine Reihe von Zyklen durchlaufen, die den natürlichen Zyklen von Lebewesen entsprechen. Jede Zivilisation kann mindestens drei Zyklen durchlaufen und abschließen, jeder dieser Zyklen dauert mindestens 1700 Jahre. Eingebettet in ihre Zivilisationen erreichen die Imperien eine durchschnittliche Lebensdauer von 550 Jahren. Deulofeu legte dar, dass durch die Kenntnis der Natur dieser Zyklen unnötige Kriege verhindert werden können, weil die Prozesse friedlich statt gewalttätig gestaltet werden können. Er war außerdem der Ansicht, dass die Menschheit in der Lage wäre, diese Prozesse zu erkennen und in die Zyklen selbst einzugreifen, wobei dies durch eine Organisation, einen universellen Staatenbund freier Völker, geschehen sollte.
Die Darlegung des mathematischen Gesetzes, das laut Deulofeu den Evolutionsprozess der Völker determiniert, lässt sich in den folgenden Punkten zusammenfassen (Kapitel III der Mathematik der Geschichte, veröffentlicht 1967):
1. Alle Völker durchleben Epochen großer demographischer Aufsplitterung, die von Epochen großer Vereinheitlichung oder imperialistischen Epochen abgewechselt werden.
2. Die Epochen großer demographischer Aufsplitterung haben eine Dauer von sechseinhalb Jahrhunderten. Epochen der großen Vereinheitlichung dauern zehneinhalb Jahrhunderte. Der Evolutionszyklus umfasst demnach also 17 Jahrhunderte.
3. Während dieses Entwicklungsprozesses durchlaufen die Völker perfekt festgelegte Phasen, um am Ende des Zyklus die gleiche Position einzunehmen, wie am Anfang.
4. Der Evolutionszyklus umfasst alle Bereiche menschlichen Handelns, d. h. wir müssten neben dem politischen Zyklus zugleich einen sozialen, künstlerischen, philosophischen, wissenschaftlichen usw. in Betracht ziehen.
5. Alle Völker folgen der gleichen Evolution, diese hat jedoch einen Vorsprung oder einen Rückstand je nach der geographischen Lage des jeweiligen Landes.
6. Die schöpferische Kraft ist nicht bei allen Völkern dieselbe. Für jeden Zyklus existiert ein Bereich maximaler schöpferischer Intensität, und dieser Bereich verlagert sich von einem Zyklus zum nächsten in die gleiche Richtung, in die der allgemeine Prozess sich bewegt. In Europa rückt dieser Prozess von Osten in Richtung westlicher Mittelmeerraum und wandert danach von der Iberischen Halbinsel nach Gallien, führt einen Weg fort über die Britischen Inseln, geht weiter über die germanischen Völker und gelangt schließlich zu den nordischen und slawischen Völkern.
7. Die imperialistischen Kernbereiche, die den Weg zu Epochen großer politischer Vereinheitlichungen öffnen, folgen perfekten biologischen Prozessen, sie sind miteinander identisch und besitzen eine Lebensdauer von 5 bis 6 Jahrhunderten.
8. Die Umwandlung der politisch-sozialen Regime vollzieht sich nicht in einer konstanten Linienbewegung mit Auf- oder Abwärtsbewegungen, sondern mittels einander abwechselnden Vorwärts- und Rückwärtsbewegungen unterschiedlicher Intensität, was dem Prozess eine gebrochene Linienführung verleiht. Das Ergebnis dieser Linienführung kommt einem Vorrücken in einem bestimmten Sinne gleich, was das Gesetz der zwei Schritte vorwärts – einen zurück genannt wird.

Deulofeus Gedankenwelt weist eine Beziehung zu den Ideen Oswald Spengler und Arnold J. Toynbee auf, die ebenfalls Theorien über den zyklischen Charakter der Zivilisationen darlegten, jedoch ohne dabei die mathematische Messgenauigkeit zu erreichen, wie Deulofeu sie erlangt.
Schon während seines Exils und auch in den Jahren danach besuchte Deulofeu verschiedene Museen, Tempel und historische Bauwerke in zahlreichen Ländern, wobei er unter anderem die Schlussfolgerung zog, dass die romanische Kunst während des 9. Jahrhunderts zwischen dem Empordà und dem Rosselló entstand. Es war der Ursprung dessen, was Deulofeu den zweiten Zyklus der westlichen europäischen Zivilisation nennt, nach Beendigung des ersten Zyklus.

## Werke
- Catalunya i l’Europa futura (Katalonien und das zukünftige Europa), Barcelona, Llibreria Catalònia, 1934 (Vorwort von Antoni Rovira i Virgili. Faksimile Ausg. 1978).
- Catalunya 1932-1934 (Katalonien 1932-1934), Barcelona, Llibreria Catalònia, 1935.
- Química estructural, primera part (Strukturelle Chemie, erster Teil), Figueres, Edicions de l’Escola del Treball, 1937.
- L’evolució social (Die soziale Evolution), Figueres, Edicions de l’Escola del Treball, 1937 (es gibt einen zweiten, unveröffentlichten Band).
- Alejandro Deulofeu. La energía atómica al servicio de la química (Die Atomenergie im Dienste der Chemie), und La energía atómica y la energía iónica (Die Atomenergie und die Ionenenergie), Breviata Médica (servicio de información médico de los laboratorios Leti y Uquita), Barcelona, 1949.
- Alejandro Deulofeu. La Matemática de la Historia (Die Mathematik der Geschichte), Barcelona, Aymà edicions, 1951.
- Alejandro Deulofeu. La energía atómica al servicio de la química (Die Atomenergie im Dienste der Chemie), Barcelona, Editorial Emporitana, 1952.
- Alejandro Deulofeu. Europa al desnudo (Europa ohne Hüllen), Barcelona, Editorial Emporitana, 1954.
- Alejandro Deulofeu. Nacimiento, grandeza y muerte de las civilizaciones (Entstehung, Größe und Niedergang der Zivilisationen), Barcelona, Casa del Libro, 1956 (Band 1 auf Spanisch von Die Mathematik der Geschichte).
- La matemàtica de la història en la cultura occidental (Die Mathematik der Geschichte in der westlichen Kultur), Els Autors de l’Ocell de Paper, Barcelona, Editex, 1957.
- Alejandro Deulofeu. Los grandes errores de la Historia. Del servilismo a la democracia (Die großen Irrtümer der Geschichte. Vom Servilismus zur Demokratie), Barcelona, Aymà edicions, 1958 (Band 2 auf Spanisch von Die Mathematik der Geschichte).
- L’Empordà, bressol de l’art romànic (Empordà, Wiege der romanischen Kunst), Barcelona, Gráficas Diamant, 1961.
- Alejandro Deulofeu. El Ampurdán, cuna del arte románico, (Empordà, Wiege der romanischen Kunst), Barcelona, Gràfiques Diamant, 1962.
- Catalunya, origen de la pintura medieval (Katalonien, Ursprung der mittelalterlichen Malerei), Barcelona, Ed. Selecta, 1963.
- Alejandro Deulofeu. Cataluña, origen de la pintura medieval, (Katalonien, Ursprung der mittelalterlichen Malerei) Barcelona, Ed. Selecta, 1963.
- La Matemàtica de la Història (Die Mathematik der Geschichte), Figueres, Editorial Emporitana, 1967.
- Vorwort in dem Buch von Carles Fages de Climent Vilasacra, capital del món (Vilasacra, Hauptstadt der Welt), Figueres, Ed. Pérgamo, 1. Aufl. 1967, 2. Aufl. 1977, 3. Aufl. 1993.
- L’Empordà-Rosselló, bressol de l’escultura romànica (Empordà-Roselló, Wiege der romanischen Skulptur), Figueres, Editorial Emporitana, 1968 (Fotografien von Joaquim Fort de Ribot).
- Les cultures europees. De la primera onada històrica de gran fragmentació demogràfica (Die europäischen Kulturen. Von der ersten geschichtlichen Welle zur großen demographischen Fragmentierung), Figueres, Editorial Emporitana, 1969 (Band 3 auf Katalanisch von Die Mathematik der Geschichte).
- La pau al món per la Matemàtica de la Història (Frieden auf der Welt durch die Mathematik der Geschichte), Barcelona, Ed. Pòrtic, 1970.
- Naixença, grandesa i mort de les civilitzacions (Entstehung, Größe und Niedergang der Zivilisationen), Figueres, Editorial Emporitana, 1970 (Band 1 auf Katalanisch von Die Mathematik der Geschichte).
- El monestir de Sant Pere de Roda. Importància, història i art (Das Kloster Sant Pere de Roda. Seine Bedeutung, Geschichte und Kunst), Figueres, Editorial Emporitana, 1970.
- Das Kloster San Pedro de Roda: seine Bedeutung, Geschichte und Kunst, 1970 – 32, 8 S. Sprache: Deutsch.
- Els grans errors de la Història (Die großen Irrtümer der Geschichte), Figueres, Editorial Emporitana, 1971 (Band 2 auf Katalanisch von Die Mathematik der Geschichte).
- Lluita d'imperis, primera part (persa, macedoni, cartaginès, romà, bizantí) (Krieg der Imperien, erster Teil (Persisches Reich, Mazedonien, Karthager, Römisches Reich, Byzanz)), Figueres, Editorial Emporitana, 1972 (Band 4 auf Katalanisch von Die Mathematik der Geschichte).
- L’Empordà, bressol de l’art romànic (Empordà, Wiege der romanischen Kunst), Figueres, Editorial Emporitana, 1972.
- Alejandro Deulofeu. La paz mundial por la Matemática de la Historia (Frieden auf der Welt durch die Mathematik der Geschichte), Barcelona, ed. Pòrtic Hispànic, 1973.
- Lluita d'imperis, segona part (teutònic, anglosaxó, polonès, danès, noruec, víking, lituà, suec, moscovita) (Krieg der Imperien, zweiter Teil (Germanen, Angelsachsen, Polen, Dänen, Norweger, Wikinger, Litauer, Schweden, Moskowiter)), Figueres, Editorial Emporitana, 1973 (Band 5 auf Katalanisch von Die Mathematik der Geschichte).
- El segon cicle europeu. El procés polític i social (Der zweite europäische Zyklus. Der politische und soziale Prozess), Figueres, Editorial Emporitana, 1974 (Band 6 auf Katalanisch von Die Mathematik der Geschichte).
- Memòries de la revolució, de la guerra i de l’exili (Erinnerungen an die Revolution, den Krieg und das Exil), Figueres, Editorial Emporitana, 1975, 2 Bände.
- Vorwort zu dem Buch von Sebastià Delclòs, Guia del romànic de l’Alt Empordà (Führer durch das romanische Alt Empordà), Figueres, Centre Excursionista Empordanès, 1975.
- Catalunya, mare de la cultura europea (Katalonien, Mutter der europäischen Kultur), Figueres, Editorial Emporitana, 1977 (Band 7 auf Katalanisch von Die Mathematik der Geschichte).
- La segona onada imperial a Europa (Die zweite imperiale Welle in Europa), Figueres, Editorial Emporitana, 1977 (Band 8 auf Katalanisch von Die Mathematik der Geschichte).
- Alejandro Deulofeu. Nacimiento, grandeza y muerte de las civilizaciones (Entstehung, Größe und Niedergang der Zivilisationen), Buenos Aires, Ed. Plus Ultra, 1978 (Spezialausg. für Südamerika, vorwort von Abelardo F. Gabancho).
- Les cultures irano-sumèria-caldea, hitita i egípcia (Die iranisch-sumerischen Kulturen, Hethiter und Ägypten). Figueres, Amics de l’Albera i Cap de Creus, Centre Excursionista Empordanès, posthume Ausgabe 2005 (Band 9 auf Katalanisch von Die Mathematik der Geschichte).
- Història de l’art universal (Geschichte der universalen Kunst). Figueres, Realisierung: Amics de l’Albera i Cap de Creus, Centre Excursionista Empordanès, posthume Ausgabe, Oktober 2008.
- Articles i altres escrits. Els darrers mots (Artikel und andere Schriften. Die letzten Worte). Figueres, Realisierung: Amics de l’Albera i Cap de Creus, Centre Excursionista Empordanès, Gestaltung und Überwachung: Juli Gutiérrez Deulofeu, posthume Ausgabe, Juni 2012.